# Francisco González Rodríguez
Francisco González Rodríguez (Chantada, 19 de octubre de 1944) es un banquero y empresario español. Fue presidente del banco Argentaria tras su privatización, entre 1996 y 1998, y del BBVA desde 2000 hasta 2018. En 2019 y 2021 fue imputado por presuntos delitos de espionaje corporativo y administración desleal.

## Biografía
Licenciado en Ciencias Económicas y Empresariales por la Universidad Complutense de Madrid.[¿cuándo?] Comenzó su carrera en 1964 como programador informático en Nixdorf. Francisco González es también corredor de comercio (fue número uno de la promoción de 1980) y agente de cambio y bolsa de la Bolsa de Madrid. 
Fundó en 1987 la sociedad de valores FG Inversiones Bursátiles, que sería adquirida posteriormente por Merrill Lynch que le nombra consejero asesor para Europa. El 17 de mayo de 1996 asume el cargo de presidente de Argentaria, banco participado por el Estado. Durante su mandado se lleva a cabo la privatización de Argentaria tras una OPV que culmina en febrero de 1998, bajo el mandato como presidente del gobierno de España, José María Aznar.
En enero del año 2000 fue nombrado presidente del BBVA, resultado de la fusión en 1999 de Banco Bilbao Vizcaya y Argentaria. Fue el responsable de llevar a cabo la expansión de la entidad en América Latina. y abanderar desde 2011 la transformación digital y tecnológica del banco. El 20 de diciembre de 2018 deja el cargo, siendo sustituido por Carlos Torres.

### Imputación por delitos de espionaje corporativo y administración desleal
El juez instructor Manuel García-Castellón imputó en julio de 2019 a un total de ocho directivos y exdirectivos de la entidad financiera, entre ellos a Julio Corrochano, exjefe de Seguridad de la entidad financiera y la Comisión Nacional del Mercado de Valores (CNMV) y el propio banco abrieron investigaciones por los espionajes corporativos que presuntamente encargó Francisco González al excomisario José Manuel Villarejo en el acoso a Sacyr entre finales de 2004 y principios de 2005 En julio de 2021, fue también imputado por administración desleal.

## Vida personal
Casó con Carmen Ordóñez Cousillas, con quien tiene dos hijas y seis nietos. Su hija Beatriz es la fundadora y presidenta de la sociedad de capital riesgo Seaya Ventures que participa en diversas startups. Su otra hija, María, es la responsable para España y Portugal de la asesoría jurídica de Google, y se casó con Iván Retzignac Georgalla, presidente de MedicAnimal, participada en su momento por el propio Francisco González y Risto Mejide.

## Premios y reconocimientos
En 2004 fue reconocido con el premio Business Leader of the Year y en 2014 la Americas Society le otorga la Medalla de Oro de dicha institución. En octubre de 2015 resultó galardonado con la medalla Sorolla que le otorga la Sociedad HIspánica de América por su contribución a las artes y la cultura hispana. En julio de 2016 fue elegido mejor banquero del año por la revista Euromoney.